# Stendal
För orten i Finland, se Stendal, Jorois. För den franske författaren, se Stendhal.
Stendal [ˈʃtɛndaːl], formellt även Hansestadt Stendal, är en stad i det tyska förbundslandet Sachsen-Anhalt i Landkreis Stendal. Den ligger omkring 55 kilometer norr om Magdeburg och omkring 120 kilometer väster om Berlin.
Stendal är en gammal hansestad och är huvudort i förvaltningsområdet Landkreis Stendal, en av Tysklands största Kreise till ytan med sina 2 423 km².
Sedan ett namnbyte 1 januari 2010 kallas staden officiellt Hansestadt Stendal.

## Geografi
Staden ligger vid ån Uchte i det historiska landskapet Altmark och är den största staden i Altmark och det viktigaste regionala centumet norr om delstatshuvudstaden Magdeburg, som ligger 55 km söderut. Berlin ligger ungefär 120 km österut och Hannover 150 km västerut.
Orten har ett för Tyskland väldigt torrt klimat och har en genomsnittlig årsnederbörd på 495 mm.

### Administrativ indelning
Stendals tätort indelas i följande stadsdelar:
| - Altstadt - Bahnhofsvorstadt - Bürgerpark - Haferbreite - Nord - Ost | - Röxe - Siedlung - Stadtsee I - Stadtsee II - Stadtsee III | - Süd - Südost - Villenviertel |

Till Stendal hör även ett antal angränsande småorter, som administrativt utgör Ortsteile (kommundelar) i stadskommunen.
| - Arnim - Bindfelde (1999) - Börgitz - Borstel - Buchholz (2010) - Charlottenhof - Dahlen (2010) - Dahrenstedt - Döbbelin - Gross Schwechten (2010) - Gohre | - Heeren (2010) - Insel (2010) - Jarchau (2005) - Klein Möringen - Möringen (2010) - Nahrstedt - Neuendorf am Speck - Peulingen - Staats - Staffelde (1998) - Tornau | - Uchtspringe (2010) - Uenglingen (2010) - Vinzelberg (2010) - Volgfelde (2010) - Vollenschier - Wahrburg - Welle - Wilhelmshof - Wittenmoor (2010) |

Ortsteile med årtal anger året det upphörde som självständiga kommuner efter 1990.

## Historia
Regionen Altmark utgör den äldsta historiska kärnan i det som under 1100-talet utvecklades till markgrevskapet Brandenburg, och var under det tysk-romerska rikets tidiga historia gränstrakt mot de västslaviska furstendömena öster om Elbe. Vid Rathenower Strasse har rester av en brunn hittats som daterats till år 889, vilket tyder på att en by redan då fanns på platsen. Markgreven Albrekt Björnen av Brandenburg gav 1160 stadsrättigheter och marknadsrättigheter till byn, då kallad Stendale,. Stendal tillhör därmed de äldsta städerna i markgrevskapet, äldre än exempelvis Berlin. Sankt Jakobskyrkan, stadens äldsta stadskyrka, började uppföras på 1100-talet, och 1230 grundades ett kloster tillhörande franciskanorden. Under 1200-talet bildades stadens sjöfarargille, som från staden bedrev handel i hela området omkring Nordsjön och Östersjön. Stadsmurarna uppfördes omkring år 1300 och ersatte då troligen en äldre borg på platsen.
Källor visar att staden blev del av Hansan någon gång före 1358 och var medlem till 1518. Staden var den näst äldsta myntpräglingsorten i Brandenburg efter Brandenburg an der Havel och Stendaler Silber var en välkänd valuta i Centraleuropa. Domkyrkan Sankt Nikolaus började uppföras 1423.
År 1488 blev Joachim Westfal först i markgrevskapet Brandenburg med att öppna ett boktryckeri i Stendal. 1502 stod här dubbelbröllopet mellan dels prinsessan Elisabet av Danmark och Joakim I av Brandenburg, samt dels mellan Anna av Brandenburg och hertig Fredrik av Schlesvig och Holstein.
Staden lämnade tillsammans med andra städer i markgrevskapet Hansan år 1518. Den kända Rolandsstatyn på torget ställdes upp 1525. Den lutherska reformationen infördes 1539 i Altmark.
1682 härjades staden svårt av pesten. Mellan 1771 och 1830 revs stora delar av stadsmuren. Mellan 1807 och 1808 var den franske författaren Marie Henri Beyle bosatt nära staden, vilket senare föranledde honom att ta sin pseudonym Stendhal efter stadens namn. Detta är också det namn som han är mest känd under idag.
1849 fick Stendal en järnvägsstation på sträckan Magdeburg - Stendal - Wittenberge och 1871 färdigställdes dagens centralstation.
Staden var ett prioriterat bombmål och skadades svårt av allierade bombangrepp under andra världskriget, då många nazityska trupper var stationerade i och omkring staden. Bland annat omkom 300 människor vid ett bombangrepp mot stadsdelen Röxe 1945. Stadens borgmästare Karl Wernecke (NSDAP) överlämnade staden till amerikanska trupper 13 april 1945. Den 4 maj 1945 kapitulerade general Walther Wencks 12:e armé till de allierade i Stendals rådhus. Staden ockuperades av amerikanska och därefter brittiska trupper tills den 1 juli överlämnades till Sovjet enligt Potsdamöverenskommelsen. Under sommarmånaderna 1945 dubblerades stadens befolkning tillfälligt på grund av de stora flyktingströmmarna från områdena öster om Oder.
Staden var under Östtyskland ett regionalt industricentrum i norra delen av Bezirk Magdeburg. 1983 började man uppföra ett kärnkraftverk norr om staden, som dock aldrig hann tas i bruk innan de östtyska kärnreaktorerna stängdes i samband med Tysklands återförening 1990. Stendal blev efter återföreningen del av delstaten Sachsen-Anhalt och huvudort i Landkreis Stendal.
Efter en folkomröstning om namnbyte i september 2009 heter staden formellt sedan 1 januari 2010 Hansestadt Stendal.

## Sevärdheter

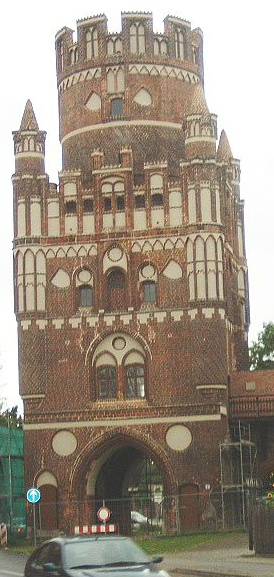
Uenglinger Tor
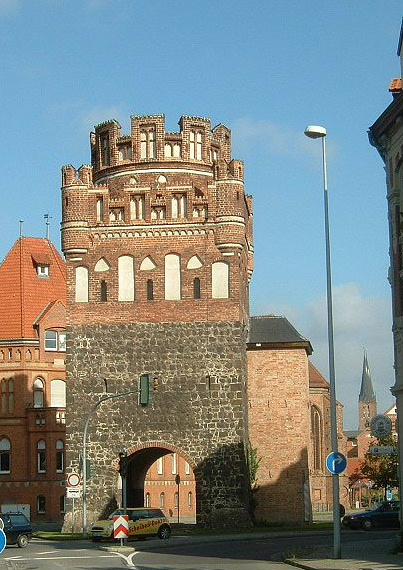
Tangermünder Tor
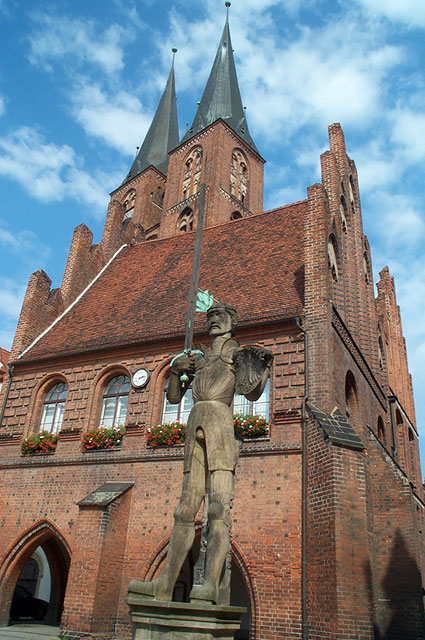
Rolandsstaty
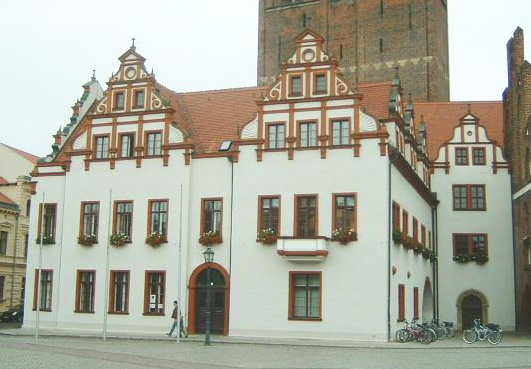
Rådhuset

## Kommunikationer

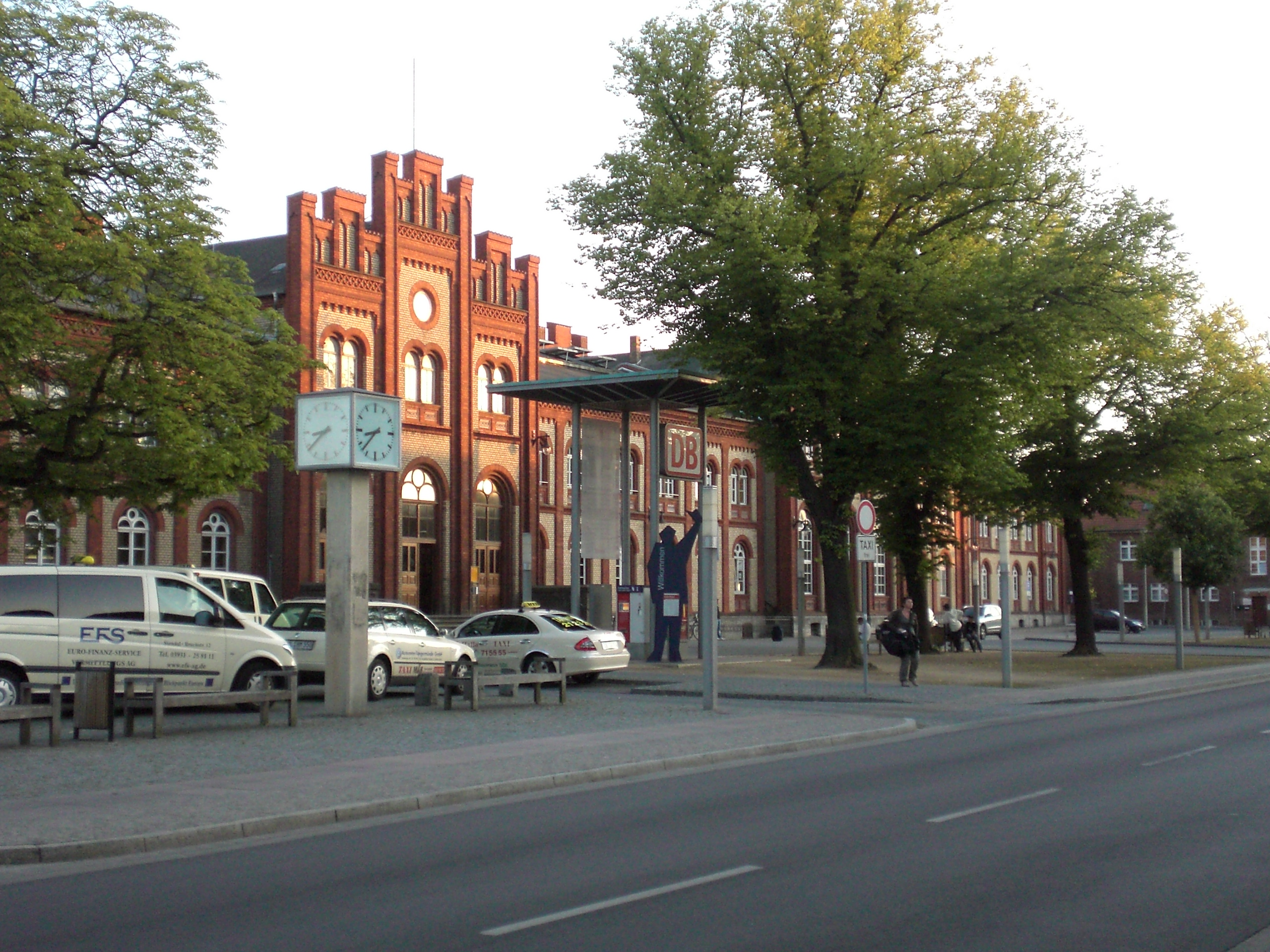
Bahnhof Stendal

Stendals järnvägsstation är en viktig järnvägsknut i regionen. Här korsas järnvägslinjerna Berlin - Hannover och Magdeburg - Wittenberge, samt regionallinjerna från Stendal mot Uelzen och Tangermünde. Stationen trafikeras av ICE-snabbtåg mot Berlin och Köln samt flera InterCity-linjer och regionala linjer.
Genom staden går förbundsvägarna Bundesstrasse 188 (Rathenow – Gardelegen) och Bundesstrasse 189 (Magdeburg – Wittenberge). Planer finns på att förlänga motorvägen A14 förbi Stendal för att sammanbinda sträckan mellan Magdeburg och Schwerin.
Stendal hade fram till 1926 ett spårvägsnät men idag bedrivs lokaltrafiken uteslutande med buss och regionaltåg.
Utanför staden ligger Verkehrslandeplatz Stendal, ett av de större flygfälten i Sachsen-Anhalt.

## Vänorter
Stendal har följande vänorter:
- Grenoble, Frankrike
- Lemgo, Tyskland
- Puławy, Polen
- Svitavy, Tjeckien

## Kända Stendalbor
Den franske författaren Stendhal (1783-1842, pseudonym för Marie-Henri Beyle) tog sitt namn efter staden, då han var en stor beundrare av Johann Joachim Winckelmann som föddes i staden. Stendhal själv bodde i närheten av staden 1807-1808 i samband med sin romans med Wilhelmine von Griesheim.
- Herebord von Bismarck (omkring 1200-1280), gillemästare och stadsfogde, första kända medlem av adelssläkten von Bismarck.
- Otto Borngräber (1874-1916), författare.
- Rudolph Dulon (1807-1870), tysk-amerikansk teolog och demokratisk revolutionär.
- Max Ebert (1879-1929), arkeolog och historiker.
- Hermann Fliege (1829-1907), dirigent och kompositör.
- Gerd Gies (född 1943), konservativ politiker för CDU, Sachsen-Anhalts ministerpresident 1990-1991.
- Dietrich Kagelwit (omkring 1300-1367), ärkebiskop av Magdeburg 1361-1367.
- Irina Korschunow (1925-2013), författare.
- Leo August Pochhammer (1841-1920), matematiker.
- Otto Schoetensack (1850-1912), antropolog och historiker, upptäckare av Homo heidelbergensis.
- Johann Joachim Winckelmann (1717-1768), arkeolog och konsthistoriker.
- Richard Zeckwer (1850-1922), tysk-amerikansk kompositör.